# 버드 파월

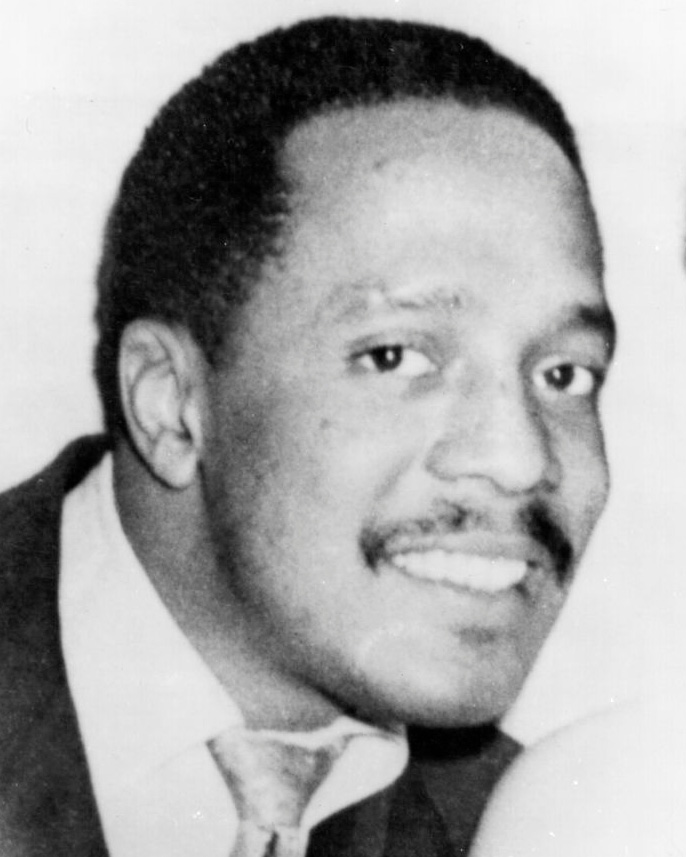
버드 파월(1953년)

얼 루돌프 버드 파월(영어: Earl Rudolph " Bud " Powell, 1924년 9월 27일~1966년 7월 31일)은 미국의 재즈 피아노 연주자이다.

## 삶
비밥 피아노 연주의 선구자이며, 피아노, 콘트라베이스, 드럼으로 이루어진 '피아노 트리오' 형식을 정착시켰다.
셀로니어스 몽크, 찰리 파커, 디지 길레스피와 함께 비밥의 역사에 획을 그었으며, 현란한 피아노 연주 덕분에 '피아노계의 찰리 파커'라는 별명을 얻었다.

## 생애
뉴욕에서 태어나 7살에 베토벤 드뷔시 리스트 쇼팽 등을 연주하였고 10살 때부터 재즈에 흥미를 갖게되어 1943년 쿠티 윌리엄스의 밴드에 가입하여 <Cottle Williams Sextet & Orchestra>라는 명반을 발표했으며 1940년대 최고의 무대였던 뉴욕 북쪽지역 할렘의 민튼스 플레이하우스에서 놀라운 기량을 선보이기도 했다. 독주할 때 왼손으로 코드를 이루어 베이스 음계를 치면서도 두세 음의 코드를 싱커페이션을 넣어 연주해 오른손이 상당히 긴 멜로디 라인을 자유롭게 연주할 수 있도록 하는 기법을 시도하였는데, 이는 1960년대까지 재즈 피아노의 기본적인 연주법이 되었다. 신경쇠약과 약물 중독으로 고생하다가 1966년 8월 1일 사망하였다. 1966년 재즈 전문지 <<다운 비트>>는 그를 명예의 전당에 헌정했다. 1986년에 베르트링 타베르니에 감독이 그의 삶을 다룬 영화 <라운드 미드나잇>(Round Midnight)으로 만들었다.